# Карачаровское шоссе
Карача́ровское шоссе (название утверждено 26 августа 1960 года) — небольшое шоссе в Москве на территории района Нижегородский Юго-Восточного административного округа (исторический район Карачарово).

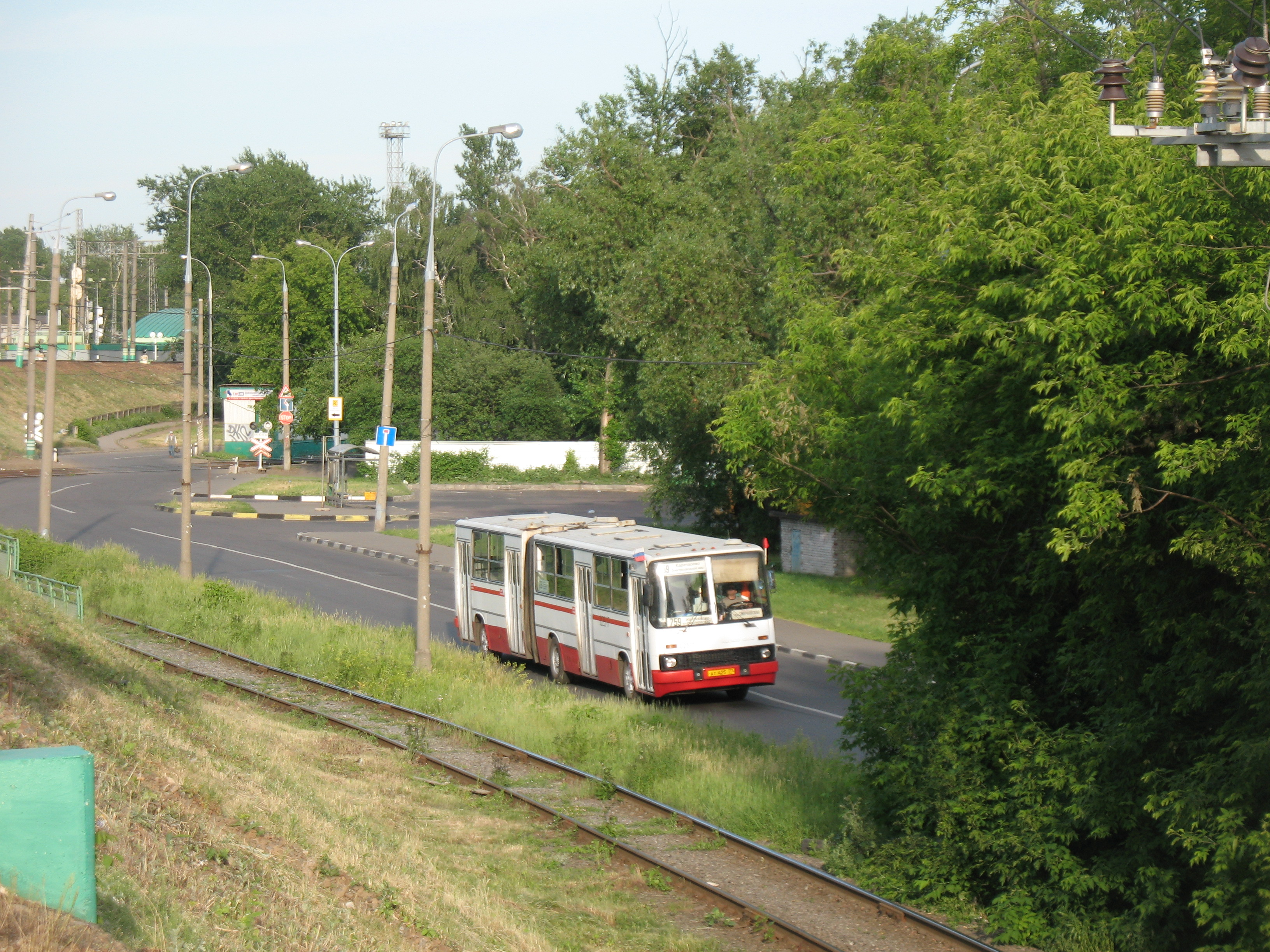
Вид на Карачаровское шоссе с железной дороги (2007)

Шоссе начинается как продолжение Перовского шоссе у его пересечения с 1-й Карачаровской улицей, поворачивая, проходит вдоль станции «Перово» и заканчивается тупиком, упираясь в платформу «Чухлинка».
Длина шоссе — всего 500 метров. Нумерация домов начинается от платформы «Чухлинка».
До середины 1990-х около платформы «Чухлинка» существовал железнодорожный переезд, соединявший Карачаровское шоссе с улицами Зарайская и Коновалова.

## Здания и сооружения
По нечётной стороне:
- дом 5 — Московско-Рязанская дистанция гражданских сооружений (Перовский участок)
- дом 13 — Центр санэпиднадзора Московско-рязанского отделения МЖД и аптека
- дом 15 — Бывший бараночный завод № 4
- в конце шоссе (Перовское шоссе, дом 52) — пожарная каланча

По чётной стороне:
- дом 10 — ООО «Вторметпроект»

## Транспорт

### Наземный транспорт
Общественный транспорт по улице не ходит.
В начале шоссе расположена конечная автобусная станция «Карачарово», обслуживающая маршруты:
- 59: Электрозаводский мост —  Электрозаводская —  Авиамоторная —  Андроновка — Карачарово
- 759: Карачарово —  Грачёвская —  Авиамоторная —  Авиамоторная

### Ближайшие станции метро
- Стахановская

### Железнодорожный транспорт
- Чухлинка — платформа Горьковского направления МЖД
- Перово — платформа Казанского направления МЖД